# Омар аль-Мухтар
Ома́р аль-Мухта́р Мухаммад бин Фархат аль-Манифи (араб. عُمَر الْمُخْتَار مُحَمَّد بِن فَرْحَات الْمَنِفِي‎, 20 августа 1858, Джанзур — 16 сентября 1931, Солух) — шейх ордена Санусия, руководитель вооружённой борьбы населения Киренаики против итальянских захватчиков в 1923—1931 гг., национальный герой ливийского народа. 
Известен как Лев пустыни.

## Биография
Омар аль-Мухтар родился в селении Джанзур, к востоку от ливийского города Тобрук. Его предки принадлежали к бедуинскому племени минифа, перекочевавшему в VIII веке из Аравии в Киренаику. 
Рано осиротев, Омар был усыновлён шейхом Шерифом аль-Гариджания, политическим и религиозным лидером Киренаики. Получил религиозное образование в Джанзурском мектебе, затем — в сенуситской завии (университете) Джагбуба, близ границы с Египтом.
В 1900 г. Омар аль-Мухтар принял участие в борьбе мусульман против французских колониальных войск, пытаясь помешать завоеванию Чада. В 1902 году Омар аль-Мухтар вернулся в Эль-Джебель эль-Ахдар (Зелёные горы), где стал шейхом одной из местных завий. С 1911 года, с самого начала Итало-турецкой войны, он участвовал в национально-освободительной борьбе ливийских арабов против итальянских колонизаторов, был одним из защитников Триполи. 
Резко выступал против межклановых войн. 
В 1913 году, при поддержке аль-Мухтара, сенуситский лидер Идрис ас-Сенуси сумел окружить контингенты турецкого главнокомандующего Нури-бея в городе Адждабия на востоке страны и вынудил того покинуть Ливию. 
При Идрисе ас-Сенуси, Омар был поставлен назиром (инспектором) в районы Эль-Абъяра и Такнис. После вынужденного отбытия Идриса из Ливии в 1923 году, Омар аль-Мухтар возглавил «Центральную организацию Киренаики», в которую входили вожди племён этого региона. По его инициативе тогда же были созданы вооруженные формирования, рассредоточенные по всему протяжению Зелёных гор и предназначенные для партизанской войны против итальянских колонистов.
Мухтар сосредоточил в своих руках командование всеми партизанскими отрядами племён Киренаики (одновременно возглавляя свой личный отряд), разрабатывал и координировал военные операции, руководил сбором налогов и закупкой снаряжения и продовольствия в полу-независимом Египте. Ряд авторов утверждает, что в 1928 г. аль-Мухтар стал официальным главой Сенуситского братства. Однако это не так, ибо de jure Идрис ас-Сенуси непрерывно руководил орденом на протяжении 1918—1969 гг. В 1927 году эмигрировали в Египет жёны Омара аль-Мухтара и ряд его близких родственников.
В 1920—1930 годах командующим итальянскими частями в Триполитании был генерал Родольфо Грациани, проводивший жестокие методы борьбы с бедуинскими повстанцами. Он создал несколько концентрационных и трудовых лагерей, в которых погибли десятки тысяч ливийских узников — расстрелянных или умерших от голода и болезней.
В трудных условиях неравной борьбы Омар аль-Мухтар принял решение перенести боевые действия в дебри лесов и в пустыню, где он был настоящим хозяином положения и мог умело устраивать облавы на итальянские контингенты. Несмотря на тяжёлое положение повстанцев, он вынудил итальянские власти начать в 1929 г. переговоры. Итальянское главнокомандование согласилось пойти на диалог лишь для того, чтобы выиграть время и переправить на Африканский континент подкрепления — сухопутные силы, артиллерию и танки.
После переправки значительной группировки вооружённых сил Италии на континент итальянцы выдвинули условия, совершенно не учитывавшие интересы и предпочтения оппонировавшей им Сенуситской державы. Предварительные условия Умара аль-Мухтара были следующими:
- обязательное присутствие представителей Египта и Туниса при переговорах о мире;
- невмешательство Италии в религиозные дела мусульман;
- признание арабского языка официальным для всех учреждений в Ливии;
- отмена законов о неравенстве местных жителей;
- возвращение ливийцам конфискованной собственности.

Итальянская сторона отвергла эти условия, а предложенные ею «драконовские» нововведения, в свою очередь, были отвергнуты аль-Мухтаром на встрече в Сир-Архуме, рядом с городом Луга. Омар аль-Мухтар, неудовлетворённый результатами соглашения, подписанного вскоре Хасаном ар-Рида ас-Сенуси (полная капитуляция со сдачей оружия; итальянским губернаторам переходит под контроль вся территория Ливии; граждане, которые подозреваются в каком-либо деянии против итальянских захватчиков, переходят в область их юрисдикции), возобновил с 1930 года военные действия.
В 1930—1934 годах Грациани состоял де-юре вице-губернатором Киренаики, де-факто же держал эту провинцию в своих руках. Как позже писал Грациани в своих мемуарах, за 20 месяцев, что он был вице-губернатором, арабы провели порядка 250 операций против итальянцев, что свидетельствовало о непрекращавшемся сопротивлении. 
В период 1930—1931 гг. поголовье овец и коз в Киренаике сократилось с 270 до 67 тыс. голов. Население продолжало страдать от голода и сократилось с 255 тыс. чел. в 1928 г. до 142 тыс. в 1931-м. 

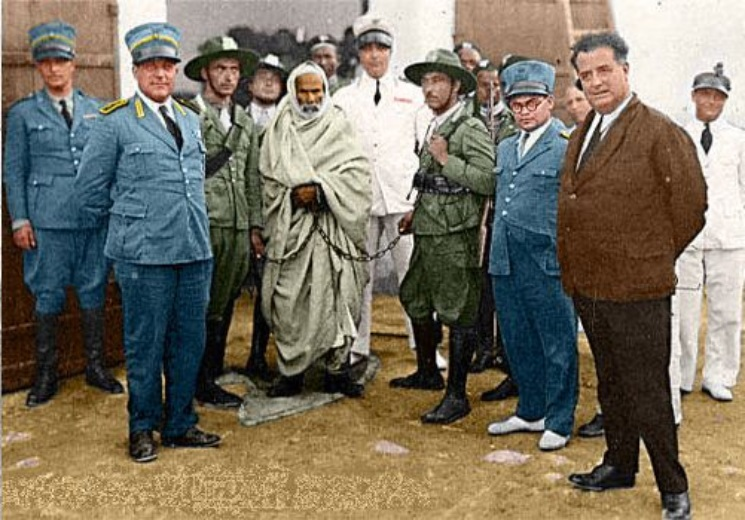
Омар аль-Мухтар под стражей, 15 сентября 1931 года

Грациани нанёс Омару аль-Мухтару ряд сокрушительных поражений. 11 сентября 1931 г. Омар аль-Мухтар был ранен и взят в плен. 
12 сентября в городе Бенгази был организован военно-полевой суд. 
Пленник держался с большим достоинством:
Судья задаёт протокольный вопрос:

— «Ты воевал против Италии?»

— «Да».

— «Ты побуждал людей воевать против Италии?»

— «Да».

— «Ты осознаешь наказание за твои дела?»

— «Да».

— «Сколько лет ты воюешь против Италии?»

— «Уже 20 лет».

— «Ты сожалеешь об этом?»

— «Нет».

— «Ты понимаешь, что тебя казнят?»

— «Да».

Судья говорит Омару:

— «Я опечален, что у такого человека такой конец».

На эти слова аль-Мухтар ответил:

— «Наоборот, это лучший из путей расставания с моей жизнью!»

После этого судья хотел дать оправдательный приговор, с определением о депортации подсудимого за пределы Ливии. Взамен он предложил Омару написать обращение к муджахидам, призывающее остановить войну против Италии. 

Тогда Омар аль-Мухтар сказал свои знаменитые слова:

— «Перст, который свидетельствует в каждой молитве, что нет Бога кроме Аллаха и Мухаммад его посланник, не может написать неправедное слово!»
13 сентября Омар аль-Мухтар был признан виновным и 14 сентября 1931 г. приговорён к публичной казни. Его последним словом стала цитата из Корана: «Мы принадлежим Аллаху, и к Нему предстоит наше возвращение».
16 сентября 73-летний аль-Мухтар был повешен в военном лагере близ города Солух, что в 56 км к югу от Бенгази.
Однако, сопротивление ливийцев против колонизаторов продолжалось вплоть до 1943 года, когда англо-американские войска освободили территорию Киренаики от итальянских войск и помогли ливийцам получить независимость.

## В кинематографе
- х/ф "Лев пустыни" (1981)